# 협살

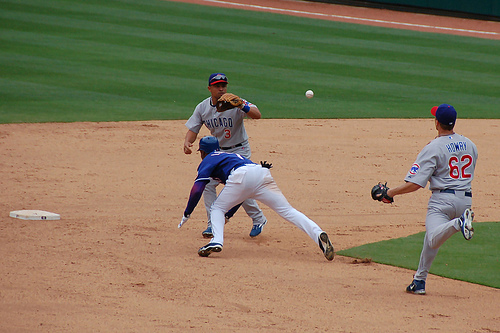
협살 상황의 주자

협살(挾殺)은 야구 경기에서 비어 있는 두 베이스 사이에 주자가 갇혀 앞의 베이스로 진루하지도 못하고 뒤의 베이스로 귀루하지도 못하는 상황을 말한다.  협격(挾擊), 런다운(run down)이라고도 한다. 양 베이스에 주자가 없는 상황이므로 이 때 야수가 주자를 아웃시키기 위해서는 주자를 태그하거나 주자의 스리피트라인 아웃을 유도하여야 한다.
협살이 발생할 수 있는 예는 다음과 같다. 주자가 진루 상황에서 욕심을 내어 너무 멀리 달렸다가 공이 베이스에 생각보다 일찍 도착한 경우, 타자가 공을 치는 것을 보고 2루 혹은 3루 주자가 베이스를 떠났으나 타구가 땅볼이 되어 베이스에 일찍 송구된 경우, 주자가 도루를 하기 위해 다음 베이스를 향해 달렸으나 타이밍이 빨라 투수가 이를 눈치채고 홈 대신 베이스로 공을 던진 경우 등이다.
협살 상황에서 주자는 대개 아웃당하기 마련이지만 야수들의 베이스 커버가 미숙하거나 주자의 주루 센스가 뛰어나 살아남는 경우도 간혹 발생한다. 또, 3루 주자가 홈으로 쇄도할 기회를 만들기 위해 1루 주자가 의도적으로 협살에 걸리는 작전도 있다.